# Phoma solidaginis
Phoma solidaginis är en lavart som beskrevs av Cooke 1885. Phoma solidaginis ingår i släktet Phoma, ordningen Pleosporales, klassen Dothideomycetes, divisionen sporsäcksvampar och riket svampar.   Inga underarter finns listade i Catalogue of Life.